# Law Hiu Fung
Law Hiu Fung (羅曉鋒; ur. 13 listopada 1983 w Hongkongu) – chiński wioślarz, reprezentant Hongkongu w wioślarskiej jedynce podczas Letnich Igrzysk Olimpijskich w Pekinie.

## Osiągnięcia
- Mistrzostwa świata juniorów – Zagrzeb 2000 – jedynka – 17. miejsce[1].
- Mistrzostwa świata juniorów – Duisburg 2001 – jedynka – 3. miejsce[1].
- Mistrzostwa świata – Mediolan 2003 – jedynka wagi lekkiej – 15. miejsce[1].
- Igrzyska olimpijskie – Ateny 2004 – jedynka – 18. miejsce[1][2].
- Mistrzostwa świata – Gifu 2005 – jedynka wagi lekkiej – 14. miejsce[1].
- Mistrzostwa świata – Eton 2006 – jedynka wagi lekkiej – 15. miejsce[1].
- Mistrzostwa świata – Monachium 2007 – jedynka wagi lekkiej – 18. miejsce[1][2].
- Igrzyska olimpijskie – Pekin 2008 – jedynka – 20. miejsce[1][2].